# Foire Sainte-Croix de Lessay

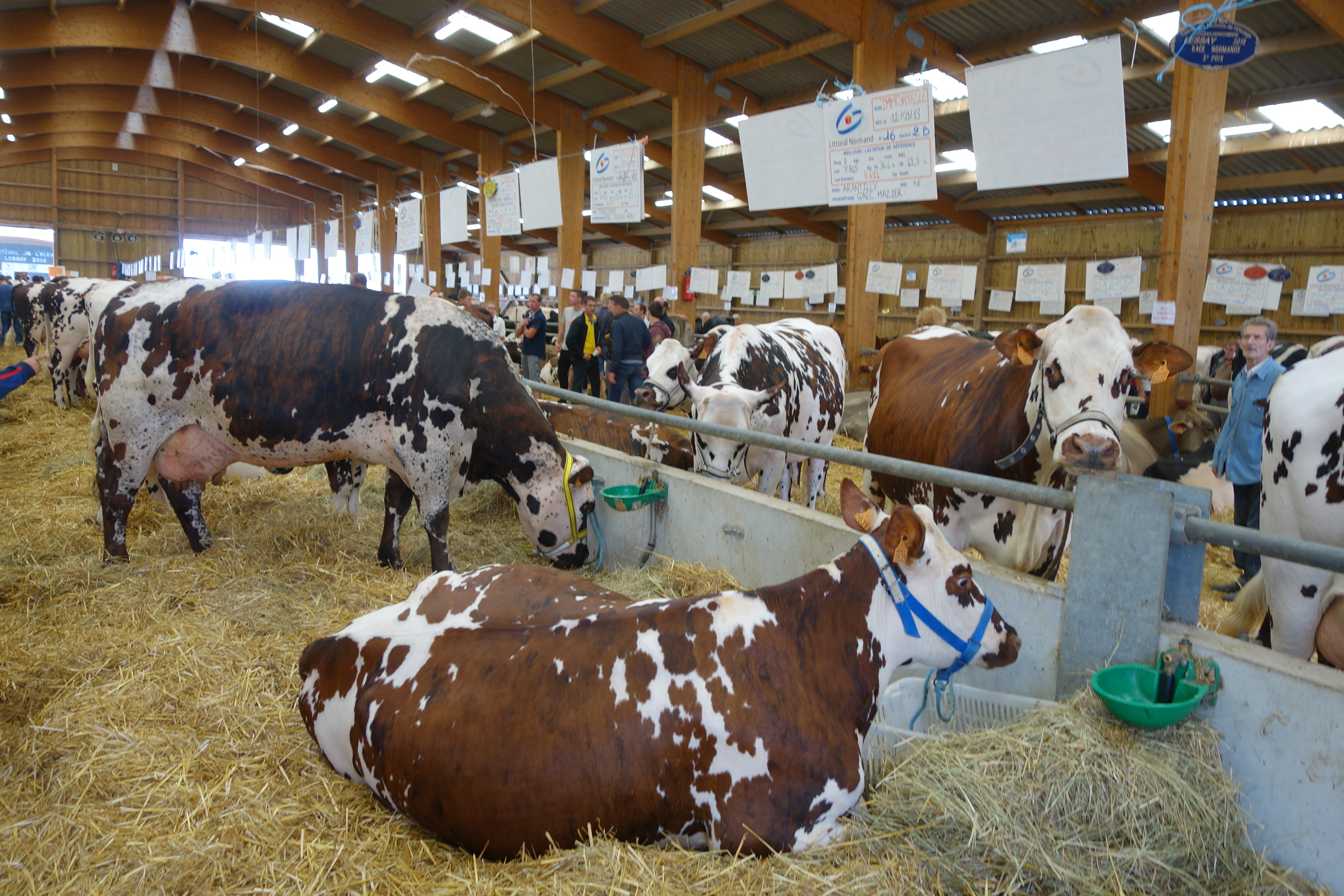
Marché aux bêtes.

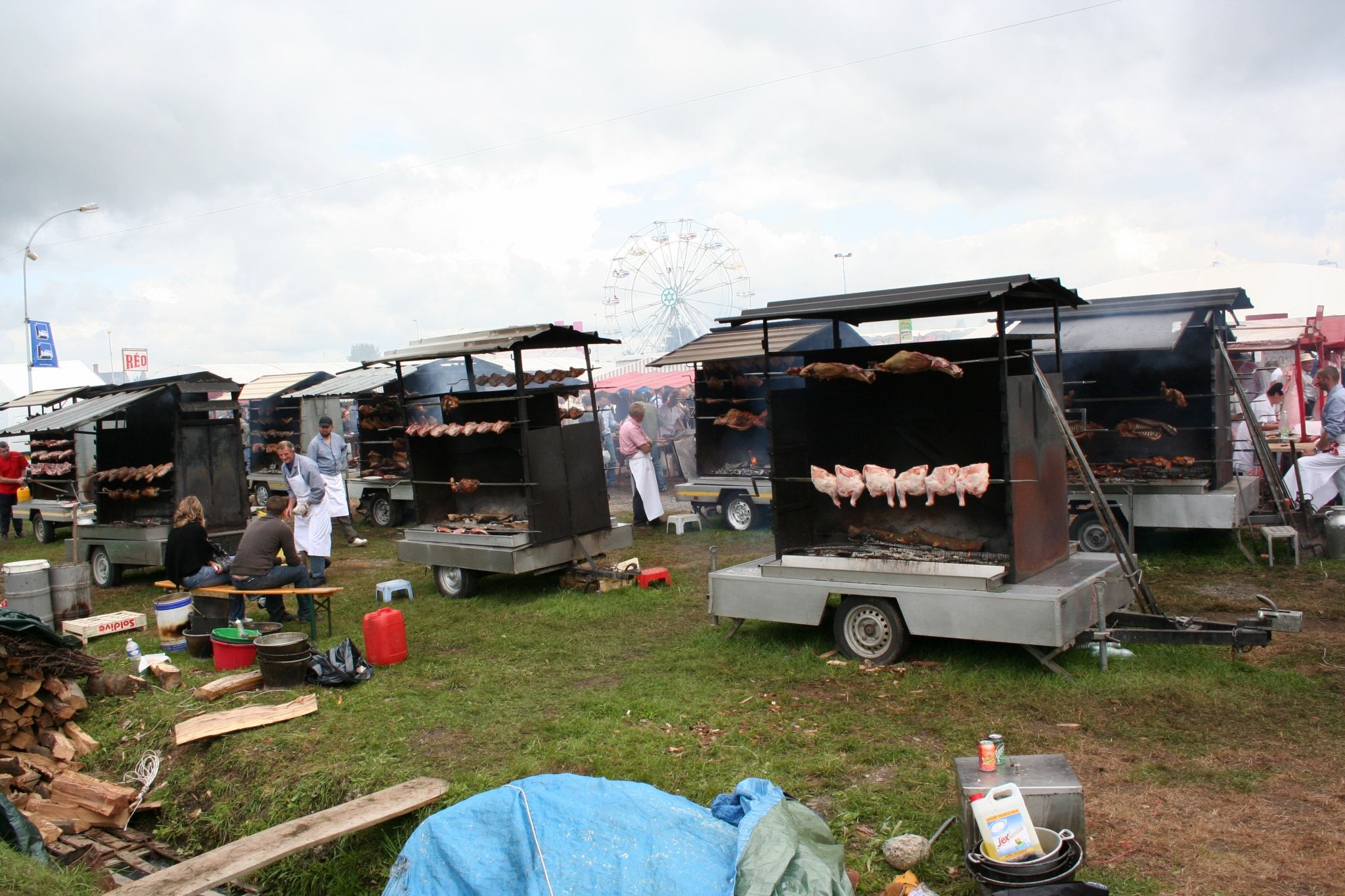
Allée des rôtisseurs.

La foire Sainte-Croix est une très ancienne foire agricole annuelle qui se tient dans la commune de Lessay, dans la Manche, le deuxième week-end de septembre. En 2018, elle rassemble plus de 1 500 exposants et accueille chaque année plus de 350 000 visiteurs. 
La foire Sainte-Croix est créée au XIe siècle par les religieux de l’abbaye de Lessay afin de favoriser le développement du commerce. Le pape Urbain III, par une bulle datée de 1186, rappelle notamment toutes les donations faites antérieurement à l’abbaye dont celles du baron Richard de La Haye-du-Puits provenant des revenus de la foire. À la demande de Léonor Goyon de Matignon (1637-1714), abbé commendataire de l’abbaye de Lessay, le roi Louis XIV autorise par un édit en 1671 que la foire dure non plus un mais quatre jours. Après la Révolution, l’organisation de la foire relève de l'autorité communale.
La Manche compte cinq autres foires millénaires : la foire Saint-Macé à Saint-James, la foire Saint-Denis à Brix, la foire Saint-Martin à Saint-Hilaire-du-Harcouët, la foire de la Chandeleur à Montebourg et la foire Saint-Luc à Gavray.